# اوگاساوارا هیده‌ماسا
اوگاساوارا هیده‌ماسا (به ژاپنی: 小笠原秀政 Ogasawara Hidemasa) (۱۶۱۵ – ۱۵۶۹) یک دایمیو در دوره آزوچی-مومویاما و اوایل دوره ادو بود.